# Macetohuerto

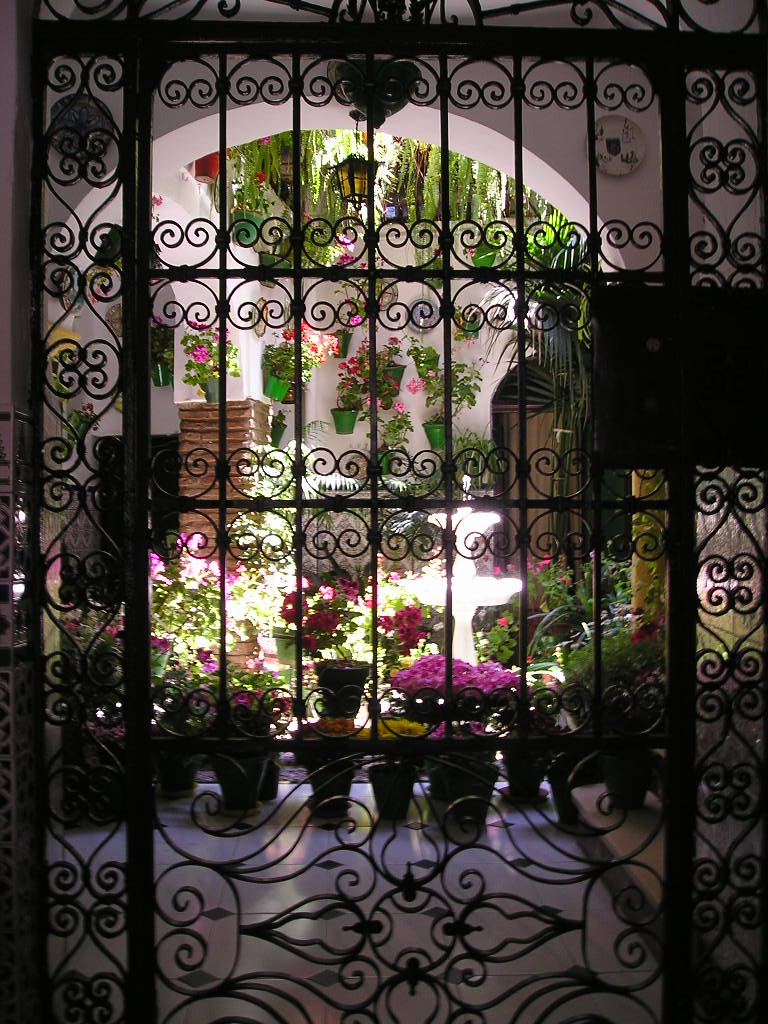
Patio de Córdoba, con numerosas macetas con flores.

Un macetohuerto o jardín en macetas es el cultivo de hortalizas o plantas de jardín en una o más macetas, jardineras, neumáticos u otro tipo de contenedores. Es una de las formas de agricultura urbana más sencillas que hay, pero puede tener algunos problemas que no tiene una huerta convencional:
- Falta de luz: Las plantas hortícolas necesitan mucha luz y deben estar en el exterior si no se quiere perjudicar mucho su productividad. Aun en el exterior (balcón, terraza, ventana) Puede faltarle algo de luz bien porque otros edificios la tapan o porque la orientación no es adecuada (principalmente hacia el sur en el hemisferio norte).
- Falta de agua: Las plantas pueden evaporar varios litros en un solo día, si hace mucho sol o hace viento seco y caluroso. En un espacio limitado como una maceta puede ser mortal para las plantas. Es conveniente montar un sistema de riego por goteo. Los hay muy sencillos, incluso con un depósito suspendido.
- Falta de nutrientes: En el espacio de la maceta la o las plantas pueden sentir la falta de nutriente y puede ser necesario abonar.
- Calor en la maceta: El Sol pegando la maceta puede elevar mucho la temperatura de la tierra y las raíces hasta rozar los 50 °C. Eso no se da en una huerta. Sí se prevé que puede pasar es conveniente tomar medidas para evitarlo como taparlas con una material claro o reflectante (una bolsa de plástico clara, papel aluminio o tetra bricks vueltos del revés.

## Especies
Es importante ante todo seleccionar las especies de plantas adecuadas para garantizar el éxito en el huerto urbano. Especies como perejil, tomate, acelga o rúgula pueden incluso cultivarse en una sala de una casa si hay buena entrada de luz y ventilación. En terrazas externas se puede cultivar albahaca, romero, tomillo, eneldo, orégano, zanahorias, rábano, anís, cidrón, yerbabuena, entre otras. Si bien es cierto que se debe cuidar de una manera especial estos cultivos por estar en materas o macetas, es una práctica que se asocia a tendencias como Kilómetro Cero, en donde se privilegia el consumo de hortalizas locales para reducir la contaminación.

## Situación del huerto
El primer paso es escoger su situación, hay que tener en cuenta la luz y el acceso al agua.
Cuanta más luz reciba nuestro balcón más energía podrán utilizar las plantas y crecerán mejor.
En el caso de exceso de temperatura y viento se ha de instalar alguna estructura de protección que ofrezca sombra a las plantas, sobre todo durante los meses más calurosos del verano.
Un huerto será más productivo en balcones o terrazas que dispongan de seis horas de luz directa durante el mes de junio en nuestro hemisferio.

## Aplicaciones
Hay aplicaciones sobre macetohuertos en Google Play y en la App Store de Apple.